# 文化中心／州立中心站
文化中心／州立中心站（英語：State Center / Cultural Center station）是巴爾的摩輕軌的車站之一，三條路線的班車皆有停靠。本站目前無免費停車場，可轉乘馬里蘭運輸局九條路線的公車。
本站距離巴爾的摩地鐵的州立中心站很近，可步行轉乘地鐵。而地鐵抵達州立中心站時也會提醒乘客可轉乘輕軌。

## 外部連結
- Schedules
- Station from Park Avenue from Google Maps Street View